# 1606 w literaturze
Wydarzenia literackie w 1606 roku.

## Nowe książki
- polskie
  - Piotr Skarga – Żołnierskie nabożeństwo

## Nowe poezje
- polskie
  - Gabriel z Wielunia - Threnos in obitum immaturum nobilissime feminae Barbarae de Wielgie Karsnice Karsnicka...
  - Jan Jurkowski – Lech wzbudzony i lament jego żałosny
  - Hieronim Morsztyn – Światowa Rozkosz

## Urodzili się
- António de Sousa de Macedo, portugalski poeta (zm. 1682)